# Koszmosz–431
A Koszmosz–431 (11F690) (oroszul: Космос 431) a szovjet Koszmosz műholdak sorozatának tagja. Zenyit–2M (Зенит–2М) fotófelderítő műhold.

## Küldetés
Feladta pályasíkjában fotófelderítés és csillagászati megfigyelések végzése.

## Jellemzői
Az OKB–1 tervezőirodában fejlesztették ki. Sorozatgyártásuk Kujbisevben folyt. Üzemeltetője a Honvédelmi Minisztérium (Министерство обороны – MO).
Megnevezései: COSPAR: 1971-065A; GRAU-kódja: 5364.
1971. július 30-án a Bajkonuri űrrepülőtérről LC–1 (LC–Launch Complex) jelű indítóállványról egy Voszhod (11A57) rakétával juttatták alacsony Föld körüli (LEO = Low-Earth Orbit) közeli körpályára. Az orbitális egység pályája 89 perces, 51,7 fokos hajlásszögű, elliptikus pálya perigeuma 165 kilométer, apogeuma 284 kilométer volt.
Szabványosított műhold. Hasznos tömege 5700 kilogramm. Energiaellátását kémiai akkumulátorok biztosították. Kialakított pályasíkja mentén fototechnikai (Ftor RZ–2/Фтор–2 РЗ) felderítést, műszereivel atomkísérletek ellenőrzését, illetve röntgensugár-csillagászati méréseket végzett. Röntgensugár mérésére egy szcintillációspektrométer szolgált (30 kiloelektronvolt), a röntgensugár-távcső 2-30 keV tartományban végzett méréseket. A küldetés rövid ideje alatt több röntgensugár-forrást észlelt. Szolgálati időtartama maximum 12 nap.
1971. augusztus 11-én, 12 nap után belépett a légkörbe és hagyományos – ejtőernyős leereszkedés – módon visszatért a Földre.

## Külső hivatkozások
- Koszmosz–431. lib.cas.cz. [2013. október 13-i dátummal az eredetiből archiválva]. (Hozzáférés: 2014. április 19.)
- Koszmosz–431. nasa.gov. (Hozzáférés: 2012. november 1.)
- Koszmosz–431. astronautix.com. (Hozzáférés: 2014. április 19.)
- Koszmosz–431. astronautix.com. (Hozzáférés: 2014. április 19.)

| Elődje: Koszmosz–430 | Koszmosz-program 1968–1978 | Utódja: Koszmosz–432 |